# オペラ座の怪人 (1986年のミュージカル)

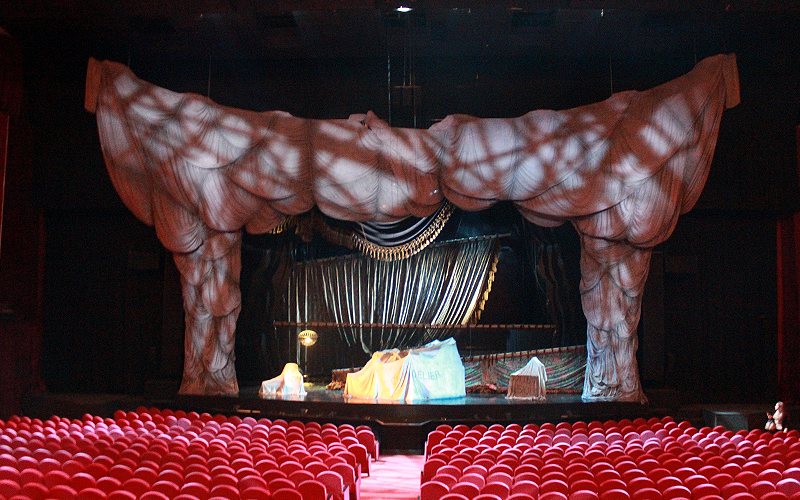
ステージの概観

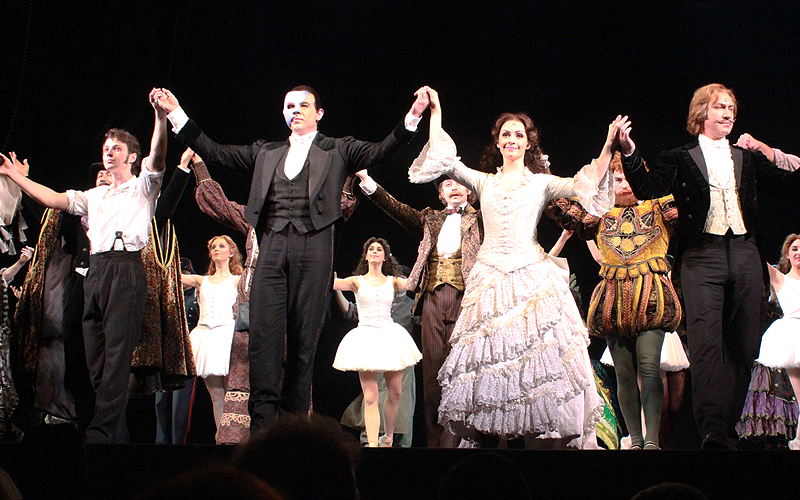
演者のカーテンコール

『オペラ座の怪人』（オペラざのかいじん、Le Fantôme de l'Opéra、The Phantom of the Opera）は、フランスの作家ガストン・ルルーの小説『オペラ座の怪人』を基にしたミュージカル。アンドリュー・ロイド・ウェバーが音楽を、チャールズ・ハートが作詞を、リチャード・スティルゴーが補作を担当し、ロイド・ウェバーとスティルゴーが共に脚本を著した。醜い音楽の天才による不思議な力にとりつかれる美しいソプラノ歌手のクリスティーヌ・ダーエを中心に描かれている。
1986年、ロンドンのウエスト・エンドで、1988年、ブロードウェイで開幕した。1986年、ローレンス・オリヴィエ賞、1988年、トニー賞ミュージカル作品賞を受賞し、タイトル・ロールを演じたマイケル・クロフォードがオリヴィエ賞およびトニー賞のミュージカル男優賞を受賞した。2位以下を大きく引き離してブロードウェイ史上最長のロングラン公演作品となっており、2012年2月11日、史上初のブロードウェイ公演1万回を達成した。ウエスト・エンドではミュージカルでは『レ・ミゼラブル』に続き2番目のロングラン作品であり、全作品中では『ねずみとり』に続き3番目のロングラン作品である。
ブロードウェイでの興行収入は8億4500万ドルで『ライオン・キング』に次いで2番目に高く、世界中での総合興行収入は史上最高の56億ドルであり、『オペラ座の怪人』が最も経済的に成功したエンタテイメント・イベントとなっている。2017年時点で27カ国145都市1億3000万人以上が観賞し、2019年時点では全世界での観客動員数は1億4500万人を上回る。ウエスト・エンドでは2023年4月時点でなおも公演中である。

## 概要
『オペラ座の怪人』は、豪華な衣装や舞台装置に大金をつぎ込むメガミュージカルの先駆けとして、1986年10月9日ロンドンのウエストエンドの「ハー・マジェスティーズ劇場」で初演され、1988年1月26日にはニューヨークのブロードウェイでも上演がはじまり、大ヒットとなった。ロンドンでは『レ・ミゼラブル』に次ぐミュージカル史上第2位の22年、ニューヨークでは2023年4月16日に終演を迎えるまでの35年という史上最長ロングラン公演記録を保持している。
東京でも1988年の4月に劇団四季が上演を開始した。日本でも上演劇場を変えながら断続的に長期公演を行っている。
19世紀末のパリ、オペラ座（オペラ・ガルニエ）が舞台。パリのオペラ座の地下に住み、劇場関係者から恐れられている怪人と、怪人に歌手としての素質を見いだされレッスンを受けるコーラスガールのクリスティーヌ・ダーエと、その幼なじみで新たにオペラ座の後援者となったラウル子爵の3人を巡る三角関係のストーリーが描かれる。
ルルーの原作の雑多なストーリーを刈り込み、登場人物を絞り込んで、怪奇ものでありながら怪人を中心としたラブ・ロマンスに焦点を当てている。ロイド＝ウェバーによる流麗な音楽、豪華な舞台衣装や美術、鮮やかな舞台転換などが多くのファンを引きつけている。
ロイド＝ウェバーが、当時ミュージカル俳優としては無名だった妻サラ・ブライトマン（1990年に離婚）を、ニューヨークブロードウェイの俳優協会の反発を押し切って主役に抜擢。音域も彼女に合せたものとされる。ちなみに、彼女はこの年のトニー賞主演女優賞を逃しているが、これは俳優協会からの反感の表れとも言える。彼女を世界のトップスターに押し上げた作品でもあり、ラスト近く、クリスティーヌが指輪をファントムに返しに戻るシーンなど、全編ブライトマンへのオマージュにあふれている。

## 経緯

### アイデア
1984年、ロイド・ウェバーは『キャッツ』、『ソング・アンド・ダンス』の共同プロデューサーのキャメロン・マッキントッシュに新たなミュージカル製作について連絡を取った。ロマンティックな作品を望み、ガストン・ルルーの小説『オペラ座の怪人』を提案した。2人は1925年のロン・チェイニー主演映画『オペラの怪人』と1943年のクロード・レインズ主演映画『オペラの怪人』を鑑賞したが、どちらの映画も舞台化への現実味を感じられなかった。その後ニューヨークでロイド・ウェバーはルルーのオリジナルの古本を見つけ、ミュージカル化のインスピレーションが湧いてきた。「当時私は他の作品を書いていたが、私は壮大なロマンティック・ストーリーを書こうとして行き詰っていた。私がこの仕事を始めてからずっとやりたかったことだ。そして怪人がそこにあったのだ」。

### 歌詞
ロイド・ウェバーは、ジム・スタインマンの暗く強迫的な歌詞を気に入り作詞を依頼しようとしたが、ボニー・タイラーのアルバムに専念するため断られた。その後アラン・ジェイ・ラーナーが採用されたが、その直後病気になり降板せざるを得なかった。『Masquerade 』などの曲に関わったがクレジットされていない。『スターライトエクスプレス』の作詞家リチャード・スティルゴーがこの公演のオリジナルの曲のほとんどの作詞を行なった。当時ほぼ無名の若い作詞家チャールズ・ハートがのちに歌詞の多くを書き直した。しかし最終版ではスティルゴーのオリジナルの歌詞もいくつか残った。

### 曲
1976年のケン・ヒルによるミュージカル『オペラ座の怪人』の一部から着想を得て、ロイド・ウェバーの曲は時々オペラ的スタイルであるが、全体的にミュージカル的な曲が主流である。本格的なオペラ的曲は主にアンドレとファーミン、カルロッタ、ピアンギなどの脇役のために作曲された。彼らはまた『ハンニバル』、『イルムート』、怪人の作品『ドンファンの勝利』など劇中のオペラに出演している。ここでロイド・ウェバーはジャコモ・マイアベーアからヴォルフガング・アマデウス・モーツァルトやギルバート・アンド・サリヴァンまで様々なスタイルのグランド・オペラを模倣している。これらは主にミュージカル調に使用され、劇中劇であることを明確にするため台詞が入ったりそれなりのアクションが取られたりする。後半に登場する怪人のオペラの『ドンファンの勝利』の抜粋は不協和音の現代音楽であり、当時としては前衛的過ぎることを意味しているとされる。

### デザイン、演出、振付
マリア・ビョルンソンは舞台装置と、『Masquerade 』のシーンでの精巧なドレスを含む200着以上の衣裳をデザインした。シャンデリア、地下のゴンドラ、螺旋階段を含む彼女がデザインした舞台装置は様々な賞を受賞した。『キャバレー』、『キャンディード』、『フォリーズ』、ロイド・ウェバーの『エビータ』を演出したハロルド・プリンスが演出を担当し、『キャッツ』の副演出および演出のジリアン・リンが舞台監督および振付を行なった。

### シドモントンでのプレビュー公演
1985年、ロイド・ウェバーの家のあるシドモントンで、コルム・ウィルキンソン（のちのトロント公演主演）が怪人役、サラ・ブライトマンがクリスティン役（のちのクリスティーヌ役）、クライヴ・カーター（のちのロンドン公演出演者）がラウル役に配役され初のプレビュー公演が行われた。初期の上演だったため、改変されていないリチャード・スティルゴーのオリジナルの歌詞が使用され、『What Has Time Done to Me 』(『Think of Me 』)、『Papers 』(『Notes 』)などこの時に使用された曲名の多くはのちに変更された。怪人のオリジナルの仮面は顔全体を覆っており、役者の視界を狭め、声を籠らせるものであった。ビョルンソンは現在この作品の象徴ともなっている半分の仮面をデザインし、また仮面のない場面を追加した。このプレビュー公演の模様は2004年の映画版のDVDに収録された。

### ウエスト・エンドでの初公演
1986年9月27日、ロンドンのウエスト・エンドにあるハー・マジェスティーズ劇場にて、ハロルド・プリンス演出のもとプレビュー公演が開幕し、10月9日、正式に開幕した。ジリアン・リンが振付、マリア・ビョルンソンが装置デザイン、アンドリュー・ブリッジが照明を担当した。マイケル・クロフォードがタイトル・ロールを演じ、サラ・ブライトマンがクリスティーヌ役、スティーヴ・バートンがラウル役を演じた。この公演は現在もこの劇場で上演中であり、2010年10月23日に上演1万回を迎え、ロイド・ウェバーやオリジナル怪人役マイケル・クロフォードなどが出席した。ウエスト・エンドおよび世界で『レ・ミゼラブル』に次いで2番目に長いミュージカルで、『ねずみとり』に次いで3番目に長い舞台作品となっている。
2011年10月1日、2日、ロンドンのロイヤル・アルバート・ホールにて25周年記念公演が行われ、世界中の映画館で生中継された。キャメロン・マッキントッシュがプロデュース、ローレンス・コナーが演出、ジリアン・リンが舞台監督および振付、マット・キンリーが装置デザイン、マリア・ビョルンソンが衣裳デザイン、パトリック・ウッドロフが照明デザイン、ミック・ポッターが音響デザインを担当した。ラミン・カリムルーが怪人役、シエラ・ボーゲスがクリスティーヌ役、ハドリー・フレイザーがラウル役、ワイン・エヴァンズがピアンギ役、ウエンディ・ファーガソンがカルロッタ役、バリー・ジェイムスがムッシュ・ファルマン役、ギャレス・スヌークがムッシュ・アンドレ役、リズ・ロバートソンがマダム・ジリー役、デイジー・マウッドがメグ・ジリー役に配役された。ロイド・ウェバーと、クロフォードやブライトマンなどのオリジナル・キャストが出席した。2012年2月、DVDとブルーレイがリリースされ、2012年3月、PBSの『Great Performances 』で放送された。
2012年3月、25周年を記念してローレンス・コナー演出の新たなプロダクションがロイヤル・プリマス劇場からイギリスおよびアイルランドでツアー公演を始め、マンチェスター、ブリストル、ダブリン、リーズ、エディンバラ、ミルトン・キーンズ、カーディフ、サウサンプトンで上演した。ジョン・オウエン・ジョーンズとアール・カーペンターが怪人役ダブル・キャスト、ケイティ・ホールがクリスティーヌ役、サイモン・ベイリーがラウル役に配役された。

## あらすじ

### プロローグ
1905年、オペラ・ポピュレールにて、舞台用小道具がオークションにかけられる。年老いたラウル・シャニュイ子爵が競り落としたロット665は猿の形をした張り子のオルゴールである。彼はそれを見て悲し気に「彼女の言った通りだ」と語る。続くロット666は古びたシャンデリアで、競売人は「謎に包まれたオペラ座の怪人にまつわる変わった出来事」と関係するものだと説明する。シャンデリアが登場するとその輝きを取り戻し、不思議なことに浮かび上がって観客席上部の元の位置に戻る。同時に時は戻り、1880年代の最盛期になる("Overture")。

### 第1幕
1881年のパリ。オペラ座のソプラノのプリマドンナであるカルロッタが夜公演のリハーサルをしていると、何の前触れもなく舞台背景が崩壊する。怯えた出演者たちは怪人の仕業だと囁き合う。オペラ座の新しいオーナーのフィルマンとアンドレはこの出来事を意に介さないが、カルロッタは続行を拒否して慌てて舞台を降りる。オペラ座のバレエのリーダーであるマダム・ジリーはフィルマンとアンドレに著名なヴァイオリニストの孤児でスウェーデン人のコーラスガールであるクリスティーヌ・ダーエがよく稽古を積んでおりカルロッタの歌を歌うことができると語る。他に休演する以外の案がなく、渋々クリスティーヌに歌わせてみると、驚くべきほどこの役に最適であった("Think of Me")。
大成功のステージ・デビューの後の舞台裏、クリスティーヌは親友のメグ（マダム・ジリーの娘）に、ミステリアスな音楽の先生は見えない「音楽の天使」であることしか知らないと語る("Angel of Music")。天才的な音楽家としての才能を持っていた怪人は、楽屋の裏にその姿を隠しながら、自らを音楽の天使と称してクリスティーヌに歌を教え始めたのである。怪人の指導によって、ただのコーラスガールだったクリスティーヌの歌の才能は開花し、ついにプリマドンナの地位を手にしたのである。オペラ座の新しい後援者のラウル・シャニュイ子爵はクリスティーヌが昔よく遊んだ幼馴染だと気付き、舞台の上で輝くクリスティーヌとの再会に一気に心引かれ、舞台の後食事に誘うため楽屋を訪れる("Little Lotte")。クリスティーヌは亡くなった父親が幼い頃の自分たちに語った「音楽の天使」のことを思い返し、音楽の天使が自分のもとに訪れて歌を教えてくれたのだと信じる。ラウルは迷信だと笑い、クリスティーヌをディナーに誘う。しかし、その夜クリスティーヌはラウルではなくファントムを選び、ラウルは鏡に映った音楽の天使に嫉妬心を抱く("The Mirror/Angel of Music (Reprise)")。クリスティーヌは音楽の天使に姿を見せてくれるよう頼み、怪人は喜んでクリスティーヌを隠れ住む地下に招き入れる("The Phantom of the Opera")。地下の湖を横切り、オペラ座の下にある隠れ家に向かう。怪人は自分の曲を歌わせるためにクリスティーヌを選び、彼はその崇高な声で彼女を魅了する("The Music of the Night")。クリスティーヌはウェディング・ドレスを着た自分に似たマネキンを見つけると、そのマネキンが突然動き、クリスティーヌは気を失う。怪人はクリスティーヌを抱き上げ、ベッドに優しく横たえる。
怪人がオルガンで作曲をしている時、クリスティーヌは猿のオルゴールの音で目覚める("I Remember…")。クリスティーヌは怪人の背後にしのんで仮面を外すと怪人の素顔があらわれる。産まれもった顔の奇形のせいで世間から迫害され、母親からも見捨てられて孤独だったのだ。怪人はクリスティーヌの好奇心に怒り、悲し気に普通の顔への憧憬と、オペラ座のコーラスガールであるクリスティーヌへいつしか恋心を抱くようになったこと、そしてクリスティーヌから愛されたいという気持ちを語る("Stranger Than You Dreamt It")。
舞台係のチーフであるジョセフ・ブケーはマダム・ジリー同様怪人について詳しく、「オペラ・ゴースト」の話および彼の投げ縄術について茶化す("Magical Lasso")。マダム・ジリーはブケーにやめるよう注意する。マダム・ジリーはマネージャーの事務室に怪人からの手紙を届ける。怪人は新しいオペラ『イルムート』の主役をカルロッタではなくクリスティーヌにしなければ想像つかないほどの酷いことが起きると記した("Notes…")。フィルマンとアンドレは激怒してカルロッタを主演のままにする("Prima Donna")。しかしカルロッタが演じていると("Poor Fool, He Makes Me Laugh")怪人はカルロッタの声をカエルの鳴き声に変える。幕間で観客を楽しませるためのバレエ上演中、恐ろしい影が背景に多数現れ、突然、縄に吊られたブケーの死体が天井から落下する。フィルマンとアンドレは怪人の悪魔のような笑い声を聞き、周りの人々に落ち着くようなだめる。
混乱の中、クリスティーヌはラウルと共に屋根の上に逃げ、自分も殺されるのではと不安にかられ、怪人との地下での密会について明かす。ラウルはにわかには信じられなかったが("Why Have You Brought Me Here?/Raoul, I've Been There")、愛を誓い、いつでもクリスティーヌを守ると語る("All I Ask of You")。クリスティーヌは自分の欲する「自由な夜の訪れない世界」（劇中歌、「All I ask of you」より）を与えてくれるラウルと婚約をする。2人の会話をこっそり聞いていた怪人は悲しみに打ちひしがれる。怒りでラウルに復讐を誓い("All I Ask of You (Reprise)")、幕が下りると同時にオペラ座の巨大なシャンデリアが落下する。

### 第2幕
6ヶ月後、仮面舞踏会の最中、『赤死病の仮面』の衣裳を着た怪人がシャンデリアの事件以来初めて姿を現す("Masquerade/Why So Silent?")。驚く参加者を前にオペラ『ドンファンの勝利』を作曲したことを発表する。ラウルと婚約したクリスティーヌを主演としてすぐに製作に取り掛かるよう要求し、これを反故にした場合は悲惨な結末が待っていると警告する。怪人はクリスティーヌの婚約指輪を奪い、炎と煙と共に姿を消す。ラウルはマダム・ジリーに怪人の素性について尋ねる。マダム・ジリーは怪人は素晴らしい音楽家および魔術師で、生まれつき恐ろしいほど醜い顔をしており見世物小屋の巡業から逃げ出し行方をくらましていたのだと仕方なく応える。
リハーサル中、ラウルは『ドンファンの勝利』開幕時に怪人が現れると見越してこの機会に警察を呼び怪人を捕らえようと計画するが、そのことに反対するマダム・ジリーと対立しオペラ座は分裂状態に("Notes/Twisted Every Way")。クリスティーヌはラウルへの愛と怪人の指導への感謝の間で揺れ動き、父の墓を訪れ教えを請うと("Wishing You Were Somehow Here Again")、怪人が音楽の天使を装って登場する("Wandering Child")。クリスティーヌは怪人の魔力に落ちそうになったが、ラウルがクリスティーヌを助けに登場する。怪人はラウルを罵って炎を手向け("Bravo Monsieur")、クリスティーヌはラウルに自分を連れて逃げるよう頼む。激怒した怪人は墓地に火を放つ。
警察に囲まれたオペラ座にて『ドンファンの勝利』がクリスティーヌとテナーのウバルド・ピアンギ主演で開幕する("Don Juan")。デュエットにおいてクリスティーヌはピアンギとではなく怪人と歌っていることに気付く("The Point of No Return")。怪人がクリスティーヌに愛を伝えて指輪を渡すが、クリスティーヌは彼の横暴さに業を煮やした結果仮面を剥ぎ取り、怪人の醜い顔が現れて観客は驚愕する。ピアンギが舞台裏で窒息死しているのが発見され、怪人はクリスティーヌを連れて舞台から逃げる。怒ったメグは皆を引き連れ怪人を劇場中探し、マダム・ジリーはラウルに怪人の地下の隠れ家を伝え、怪人の投げ縄に気を付けるよう警告する。
隠れ家でクリスティーヌは人形のウエディング・ドレスを着るよう強制される("Down Once More/Track Down This Murderer")。ラウルが到着すると怪人は投げ縄でラウルを捕まえる。怪人はクリスティーヌにもし自分と一生ここにいるならラウルを助け、逆にこれを拒否すればラウルを殺すと語る("Final Lair")。クリスティーヌは怪人に醜いのは顔ではなく魂だと語る。しかしクリスティーヌは怪人を哀れに思いキスをする。怪人は生まれて初めて優しさと哀れみに触れ、クリスティーヌとラウルを解放する。クリスティーヌは指輪を怪人に返し、怪人はクリスティーヌに愛を伝える。クリスティーヌは泣きながらラウルと共に出て行く。怪人は涙を流してソファにうずくまり、マントで身を隠す。人々が隠れ家になだれ込み、メグがソファに近付きマントをはがすと、そこには仮面だけが存在していた。

## キャスト

### 主な登場人物
- ファントム (The Phantom)　 (テノール/バリトン)
オペラ座の怪人 (The Phantom of the Opera) その人。ガストン・ルルーの小説では、オペラ座の亡霊 (The Ghost of the Opera)、オペラの幽霊 (Opera Ghost[34])、あるいはエリックと呼ばれている。オペラ座の地下に住む天才作曲家＆演奏家。出生時より異形の顔をもち、白い仮面の背後に隠れつつ、「オペラの幽霊」としてマネージャーや役者に知られている。
怪人役は一般にマイケル・クロフォードやスティーブ・ハーリー等テノールの役者が演じているが、バリトンが演じたことも多数ある。映画版のジェラルド・バトラーや、1200以上に及ぶ役を演じ、ブロードウェイでの最多役記録をもつハワード・マクギランらもバリトンである。ロックバンド キッス のポール・スタンレーは数ヶ月の間だけだがカナダ（トロント）の公演で怪人を演じたことがある。（→ ポスター）

- クリスティーヌ・ダーエ (Christine Daaé) (ソプラノ)
オペラ座の美しいコーラスガール。著名なバイオリニストの娘。才能はあったが、怪人がクリスティンを保護下におき、歌を教え込むまでは、見出されることは無かった。代表的な役者はサラ・ブライトマン等。

- ラウル・シャニュイ子爵 (Vicomte Raoul de Chagny) (バリトン)
オペラ座のパトロンの美青年。クリスティンの幼馴染で、オペラ座で歌っているクリスティンを見て彼女に気がついた。

- カルロッタ・ジュディチェルリ (Carlotta Giudicelli) (ソプラノ)
オペラ座の筆頭プリマドンナ (leading diva)。クリスティンの公演が大成功してから、彼女に嫉妬している。

- マダム・ジリー (Madame Giry) (メゾ・ソプラノ)
オペラ座のバレエ教師 (ballet mistress)。そして怪人のスポークスマン的な役割を担い、怪人のメモ等をオペラ座の支配人らに運ぶ。

- メグ・ジリー (Meg Giry) (メゾ・ソプラノ)
マダム・ジリーの娘。バレエ・コーラスの一員で、クリスティンの友人。

- ムッシュ・リシャール・フィルマン (Monsieur Richard Firmin) (バリトン)
オペラ座の支配人。くず鉄業（スクラップ・メタル）で財を成した新興資本家（成金）。不平屋。

- ムッシュ・ジル・アンドレ (Monsieur Gilles André) (バリトン)
オペラ座の支配人。フィルマンの共同経営者。軽薄。

- ウバルド・ピアンジ (Ubaldo Piangi) (テノール)
オペラ座の筆頭テノール歌手。カルロッタにひたすら尽くす人物。

### その他キャスト
- ジョゼフ・ブケー (Joseph Buquet) (バリトン)
オペラ座の主席舞台係 (chief stagehand)。ファントムの存在について何か知っている。

- マエストロ・レイエ (Maestro Reyer) (歌唱なし)
オペラ座の主席劇場指導員、ないし舞台監督（あるいは指揮者）。

- ムッシュ・ルフェーブル (Monsieur Lefèvre) (歌唱なし)
オペラ座で前オーナー。フィルマンとアンドレに劇場を売却。

- 競売人

- ドン・アッティーリオ (Don Attilio)

- ヘア・ドレッサー

- 宝石商

- コントラルト

- フィルマン夫人

### ダブルキャスト
クリスティン役は通常、二人の役者によって共有される。正規の女優は週に6公演を担当し、もう一人は残りの2公演を担当する。この慣例はロンドン公演とブロードウェイ公演のオリジナル・キャスト、サラ・ブライトマンから始まった。これは、サラがロイド＝ウェバーによりエビータのオリジナル公演に出演予定になっていたためで、表向きは役柄の声量的限界のためとされた。　週に2公演を担当するダブルキャスト無しでクリスティンを演じることが許された唯一の女優は、ロサンジェルス公演におけるオリジナル・キャスト、デール・クリスティンだけであった（日本では、一週続けて同じ女優が演じるのが普通である）。
コペンハーゲンやブダペストの公演のように、一部の公演版ではファントム役も週間ダブルキャスト制を用いている。

### 代役
怪人とクリスティーヌの両役ともに、劇中において代役を利用する場面がある。最初の場面は、クリスティンが怪人と共に鏡の中に入っていくシーンである。ステージ上を下手から上手に向けて走っていく場面が代役である。次の場面は、階段を下っていくシーンであり、本物の役者たちはナンバーの最後、ボートに乗って表れる（この場面までずっと代役が舞台に出ている）。また、この場面における怪人とクリスティンの歌は、各公演版の必要に応じ、事前に録音されたものとなる。

### オリジナル・キャスト
メジャーなプロダクションのオリジナル・キャストを以下に示す:
| 登場人物                           | オリジナル・ウエスト・エンド・キャスト | オリジナル・ブロードウェイ・キャスト | オリジナル・カナダ・キャスト          | オリジナル・ラスベガス・キャスト                             |
| ---------------------------------- | -------------------------------------- | ------------------------------------ | ------------------------------------- | ------------------------------------------------------------ |
| オペラ座の怪人                     | マイケル・クロフォード                 | マイケル・クロフォード               | コルム・ウィルキンソン                | ブレント・バレット アンソニー・クリヴェロ‡                   |
| クリスティーヌ・ダーエ             | サラ・ブライトマン クレア・ムーア†     | サラ・ブライトマン パティ・コウナー† | レベッカ・ケイン スーザン・カスバート | シエラ・ボーゲス エリザベス・ラヤケイノ‡                     |
| ラウル・シャニュイ子爵             | スティーヴ・バートン                   | スティーヴ・バートン                 | バイロン・ニース                      | ティム・マーティン・グリーソン                               |
| カルロッタ・ジュディチェルリ       | ローズマリー・アッシュ                 | ジュディ・ケイ                       | ライズ・ゲリン                        | エレナ・ジャン・バットマン ジーナ・ジェフリーズ・マトックス‡ |
| マダム・ジリー                     | メアリー・ミラー                       | レイラ・マーティン                   | クリスティーナ・マリー・ギゲット      | レベッカ・スペンサー                                         |
| メグ・ジリー                       | ジャネット・ディヴェニッシュ           | エリサ・ハインゾーン                 | ドナ・ルビン                          | ブライアン・ケリー・モーガン                                 |
| ムッシュー・リチャード・ファルマン | ジョン・サヴィダント                   | ニック・ワイマン                     | グレゴリー・クロス                    | ロウソン・スカラ                                             |
| ムッシュー・ギルズ・アンドレ       | デイヴィッド・ファース                 | クリス・グロネンダール               | ポール・マゼル                        | ジョン・レスリー・ウォルフ                                   |
| ウバルド・ピアンギ                 | ジョン・アロン                         | デイヴィッド・ロマノ                 | ピーター・コーミカン                  | ラリー・ウェイン・モービット                                 |

† ほとんどのプロダクションにおいてクリスティーヌ役はダブルキャストである。後者の女優は週2回、例えばブロードウェイでは木曜イブニングと土曜マチネで演じられる。
‡ オリジナル・ラスベガス公演において怪人、クリスティーヌ、カルロッタの3役はダブルキャストで交互に出演していた。のちにブロードウェイ公演同様クリスティーヌ役以外はシングルキャストで演じられた。
ウェスト・エンド公演の著名な出演者
- 怪人: ラミン・カリムルー
- クリスティーヌ: ミラ・マルンベルグ
- ラウル: ジョン・バロウマン, ラミン・カリムルー, ハドリー・フレイザー

ブロードウェイ公演の著名な出演者
- 怪人: ノーム・ルイス, ジェイムズ・バーバー
- クリスティーヌ: シエラ・ボーゲス

## オリジナル・スタッフ
- 製作：キャメロン・マッキントッシュ、アンドリュー・ロイド＝ウェバー
- 作曲：アンドリュー・ロイド＝ウェバー
- 作詞：チャールズ・ハート
- 原作：ガストン・ルルー
- 台本：リチャード・スティルゴー、アンドリュー・ロイド＝ウェバー
- 振付：ジリアン・リン
- 美術：マリア・ビョルンソン (en:Maria Björnson)
- 演出：ハロルド・プリンス

## 歌曲
| プロローグ 1. 序曲 第1幕 ＜劇中劇：ハンニバル（アイーダ）＞ 1. Think of Me （クリスティン） 2. Angel of Music （クリスティン、メグ） 3. Little Lotte （クリスティン、ラウル） 4. The Mirror (Angel of Music) （ファントム、クリスティン） 5. The Phantom of the Opera （ファントム、クリスティン） 6. The Music of the Night （ファントム） 7. I Remember.../Stranger Than You Dreamt It （クリスティン、ファントム） 8. Magical Lasso （ブケー、マダム・ジリー） 9. Notes.../Prima Donna （カルロッタ、ファルマン、アンドレ） ＜劇中劇：イルムート（フィガロの結婚）:Poor Fool, He Makes Me Laugh＞ 10. Why Have You Brought Me Here?/Raoul, I've Been There 11. All I Ask of You （クリスティン、ラウル） 12. All I Ask of You (Reprise) （ファントム） | 第2幕 1. アントラクト 2. Masquerade/Why So Silent...? （全出演者） 3. Notes.../Twisted Every Way 4. Wishing You Were Somehow Here Again （クリスティン） 5. Wandering Child （クリスティン、ファントム） ＜劇中劇：ドン・ファンの勝利（ドン・ジョヴァンニ）＞ 6. The Point of No Return （ファントム、クリスティン） 7. Down Once More.../Track Down This Murderer |

※劇中劇の（）内はモデルとされたと考えられるオペラ作品

## オーケストラ編成
スコアには27ピース (オリジナル版)、13ピース(小編成版)、45ピース(25周年版)版が存在する。
ブロードウェイでは29ピースで演奏している:
| - リード I: フルート/ピッコロ - リード II: フルート/クラリネット - リード III: オーボエ/イングリッシュ・ホルン - リード IV: Bクラリネット/バス・クラリネット/Eフラット・クラリネット - リード V: バスーン | - ホルン I–III - トランペット I–II - トロンボーン - パーカッション I–II - キーボード I–II: ピアノ、シンセサイザー | - ヴァイオリン I-VIII - ヴィオラ I–II - チェロ I–II - コントラバス - ハープ |

## 録音版
オリジナルのロンドン・キャストをはじめ、オーストリア版、オランダ版、ドイツ版、日本版、スウェーデン版、韓国版、ハンガリー版、メキシコ版、ポーランド版、ロシア版、カナダ版などのキャスト・レコーディングが製作されている。
1986年のオリジナル・ロンドン・キャスト版は1987年にポリドール・レコードからシングルCD『Highlights From The Phantom of the Opera 』と2枚組CD『Phantom of the Opera 』がリリースされ、どちらもアメリカで4倍プラチナ認定された。イギリスでも2枚組が3倍プラチナ認定された。カナダ版はカナダ国内で2倍プラチナ認定された。スイスでは2枚組が3倍プラチナ、シングルが2倍プラチナ認定された。ドイツではウィーン版がゴールド、ハンブルク版がトリプル・プラチナ認定された。オリジナル・アルバムの世界中での売り上げは約2,400万枚とされる。
2011年11月15日にイギリスで、2012年2月7日にアメリカとカナダでライヴCD『The Phantom of the Opera at the Royal Albert Hall 』がリリースされ、さらにブルーレイ、DVDの他、ロイヤル・アルバートのコンサート、オリジナル・キャスト・レコーディング、続編『ラヴ・ネヴァー・ダイズ』が収録されたコレクターズ・ボックスもリリースされた。

## 盗作疑惑
1987年、ジャコモ・プッチーニの遺産相続団体は『オペラ座の怪人』の『Music of the Night 』のクライマックスのフレーズがプッチーニのオペラ『西部の娘』の『Quello che tacete 』のフレーズに似ているとして裁判を起こした。金額は明らかにされていないが、示談となった。
1990年、ボルチモアの作曲家レイ・レップが『オペラ座の怪人』タイトル曲が、1978年にレップが作曲した『Till You 』を基にしているとして裁判を起こした。ロイド・ウェバーは『Till You 』がそもそもロイド・ウェバー作曲の『ヨセフ・アンド・ザ・アメージング・テクニカラー・ドリームコート』の『Close Every Door 』の盗作であるとして対抗訴訟を起こしたがうまくいかず8年を費やし、陪審員裁判でロイド・ウェバーの勝訴となった。
ロジャー・ウォーターズはインタビューにおいて『オペラ座の怪人』のタイトル曲のコードが半音ずつ上下する著名なフレーズは、1971年のピンク・フロイドのアルバム『おせっかい』の『エコーズ』のベース・ラインの盗作だとたびたび主張している。「本当に憂鬱」であるが「時間の無駄」と語り、法的措置はこれまで取られていない。

## 公演歴
ロイド＝ウェバーの『オペラ座の怪人』は幾つかの言語に翻訳され、20以上の国で上演されている。これらの公演は、舞台装置・演出・大道具・衣装デザインなど、すべてがロンドンのオリジナル公演で使われたものと同等のものを利用している。
唯一の例外として、幕間無し・上演時間95分のバージョンの『ファントム：ラスベガス・スペクタクル』 (Phantom: The Las Vegas Spectacular) が2006年6月24日からラスベガスのベネチアン・ホテル＆カジノで初日を迎えている。この上演版は、オリジナルの演出家であるハロルド・プリンスが演出しており、最新の技術と演出効果が特徴。さらに、凝った装飾で建てられた劇場は、パリのオペラ座を模して作られたもの。
『オペラ座の怪人』の移動公演を行なっている劇団が二つある。一つはアメリカとカナダを回っている劇団であり、もう一つは東南アジアを回っている劇団である。

### ブロードウェイ公演
1988年1月9日、ブロードウェイのマジェスティック劇場でプレビュー公演が開幕し、1月26日に正式に開幕した。クロフォード、ブライトマン、バートンがウエスト・エンドに引き続きブロードウェイ公演にも出演した。現在もマジェスティック劇場で上演中であり、2012年2月11日、ブロードウェイ・ミュージカル史上初の上演回数1万回を記録した。2013年1月26日、25周年と上演回数1万400回を祝した。2位以下と上演回数3千回以上を離し、ブロードウェイ史上最長のロングラン公演作品となっている。2022年9月、2023年2月18日をもってブロードウェイでの公演を終了することが発表され、35年1ヶ月以上に及んだロングランに幕を下ろす予定。同年4月16日終幕、ブロードウェー史上最長の35年にわたり約14000回上演され音楽を担当したアンドリュー・ロイド・ウェバーは最終公演を終え「これ以上のパフォーマンスはない」と満員の客席に向けて語ったほかオリジナルキャストのサラ・ブライトマンも同席した。

### 25周年記念公演
2011年10月1日と2日にロンドンロイヤル・アルバート・ホールにて開催。
キャスト
- オペラ座の怪人：ラミン・カリムルー
- クリスティーヌ・ダーエ：シエラ・ボーゲス
- ラウル・シャニュイ子爵：ハドリー・フレイザー
- カルロッタ・ジュディチェルリ：ウェンディ・ファーガソン
- メグ・ジリー：デイジー・メイウッド
- マダム・ジリー：リズ・ロバートソン（英語版）
- ムッシュー・アンドレ：ギャレス・スヌーク
- ムッシュー・ファルマン：バリー・ジェイムズ（英語版）
- 奴隷頭（ハンニバル）/羊飼い（イル・ムート）：セルゲイ・ポルーニン（当時英国ロイヤルバレエ団プリンシパル）

カーテンコールに、キャメロン・マッキントッシュ、アンドリュー・ロイド＝ウェバーが登場し、続いてオリジナル・ロンドン・キャストを紹介。その後にマイケル・クロフォードとサラ・ブライトマンが、ホール中のスタンディング・オベイションの中、舞台に招かれた。最後にサラ・ブライトマンと歴代代表するファントム役（コルム・ウィルキンソン、アンソニー・ワーロウ、ジョン・オーウェン＝ジョーンズ、ピーター・ジョバック、ラミン・カリムルー）が『ファントム・オブ・ジ・オペラ』と『ミュージック・オブ・ザ・ナイト』をリレーで歌い、ロングランを祝った。

### ハイスクール公演
2011年、25周年を記念して『オペラ座の怪人』上演権保持者のリアリー・ユースフル・グループは一定の権利を与えた。2011年4月、テネシー州ノックスビルにあるセントラル・ハイスクールがこの権利のもと『オペラ座の怪人』を上演した最初の学校となった。2012年、イギリスではエプソムにあるブレンハイム・ハイスクールが初の上演校となった。

### アマチュア公演
2013年、非営利団体に限り上演権が与えられるようになった。2013年5月、オーストラリアのメルボルンにある国立劇場にてCLOCミュージカル・シアターが世界で初めてアマチュアとして上演した。2013年6月、ダンデノングにあるドラム・シアターにてウィンドミル・シアター・カンパニーが上演を行なった。2013年6月、ニュージーランドのウェリントン・ミュージカル・シアターにてクリス・クロウとバーバラ・グラハムの主演により上演された。

### 各国での公演
以下は各国での初公演を時系列で並べた表である。
| 初公演         | 国・地域         | 劇場                                 | 備考・出典                                                                            |
| -------------- | ---------------- | ------------------------------------ | ------------------------------------------------------------------------------------- |
| 1988年1月26日  | アメリカ合衆国   | ブロードウェイ                       | [ 10 ]                                                                                |
| 1988年4月29日  | 日本             | 日生劇場                             | 劇団四季により演じられ、最初の英語以外での公演となった                                |
| 1988年12月     | オーストリア     | アン・デア・ウィーン劇場             | ドイツ語の歌詞で公演された                                                            |
| 1989年9月20日  | カナダ           | パンテージ劇場                       | トロントで10年以上ロングラン公演を行った                                              |
| 1989年         | スウェーデン     | オスカル劇場                         | 2016年9月に再演された                                                                 |
| 1990年         | ドイツ           | ノイエ・フローラ劇場                 |                                                                                       |
| 1990年         | オーストラリア   |                                      |                                                                                       |
| 1993年8月      | オランダ         |                                      | [ 75 ]                                                                                |
| 1995年2月26日  | シンガポール     | カラン劇場                           | 2007年3月23日に再演された                                                             |
| 1997年         | ニュージーランド | アオテア・センター                   |                                                                                       |
| 1999年12月16日 | メキシコ         |                                      | スペイン語の歌詞で公演された                                                          |
| 2000年         | デンマーク       |                                      | 2009年5月に再演された                                                                 |
| 2002年9月4日   | スペイン         |                                      | スペイン語の歌詞で公演された                                                          |
| 2003年         | ハンガリー       | マダック劇場                         | オリジナルの衣装とセットを利用しているが、唯一、演出 (staging) の変更が許された公演版 |
| 2005年4月      | ブラジル         |                                      | 2018年8月1日に再演された                                                              |
| 2008年3月      | ポーランド       | ローマ劇場                           | [ 81 ]                                                                                |
| 2013年12月3日  | 中国             | 上海大劇院                           | [ 82 ]                                                                                |
| 2014年9月      | チェコ           | GOJA劇場                             | [ 83 ]                                                                                |
| 2014年10月4日  | エストニア       | ヴァネムイネ劇場                     | エストニア語の歌詞で公演された                                                        |
| 2014年10月4日  | ロシア           | MDM劇場                              | [ 84 ] [ 85 ]                                                                         |
| 2015年         | フィンランド     | フィンランド国立歌劇場               | [ 86 ]                                                                                |
| 2015年1月      | ルーマニア       | ルーマニア国立歌劇場                 | [ 87 ]                                                                                |
| 2015年4月7日   | トルコ           | ゾルルPSMセンター                    | [ 88 ]                                                                                |
| 2016年9月23日  | パナマ           | アトラパ・コンベンションズ・センター | [ 89 ]                                                                                |
| 2017年10月     | セルビア         | テラジイェ劇場                       | セルビア語の歌詞で公演された                                                          |

## 受賞歴

### オリジナル・ロンドン・プロダクション
| 年   | 賞                       | 部門               | ノミネート者           | 結果       |
| ---- | ------------------------ | ------------------ | ---------------------- | ---------- |
| 1986 | ローレンス・オリヴィエ賞 | 新作ミュージカル賞 | 新作ミュージカル賞     | 受賞       |
| 1986 | ローレンス・オリヴィエ賞 | ミュージカル男優賞 | マイケル・クロフォード | 受賞       |
| 1986 | ローレンス・オリヴィエ賞 | デザイナー賞       | マリア・ビョルンソン   | ノミネート |
| 2002 | ローレンス・オリヴィエ賞 | ポピュラー公演賞   | ポピュラー公演賞       | 受賞       |

### オリジナル・ブロードウェイ・プロダクション
| 年   | 賞                       | 部門                   | ノミネート者                                                               | 結果       |
| ---- | ------------------------ | ---------------------- | -------------------------------------------------------------------------- | ---------- |
| 1988 | ドラマ・デスク・アワード | ミュージカル作品賞     | ミュージカル作品賞                                                         | ノミネート |
| 1988 | ドラマ・デスク・アワード | ミュージカル男優賞     | マイケル・クロフォード                                                     | 受賞       |
| 1988 | ドラマ・デスク・アワード | ミュージカル女優賞     | サラ・ブライトマン                                                         | ノミネート |
| 1988 | ドラマ・デスク・アワード | ミュージカル演出賞     | ハロルド・プリンス                                                         | 受賞       |
| 1988 | ドラマ・デスク・アワード | 音楽賞                 | アンドルー・ロイド・ウェバー                                               | 受賞       |
| 1988 | ドラマ・デスク・アワード | 編曲賞                 | デイヴィッド・カレン、アンドルー・ロイド・ウェバー                         | 受賞       |
| 1988 | ドラマ・デスク・アワード | 装置デザイン賞         | マリア・ビョルンソン                                                       | 受賞       |
| 1988 | ドラマ・デスク・アワード | 衣裳デザイン賞         | マリア・ビョルンソン                                                       | 受賞       |
| 1988 | ドラマ・デスク・アワード | 照明デザイン賞         | アンドリュー・ブリッジ                                                     | 受賞       |
| 1988 | トニー賞                 | ミュージカル作品賞     | ミュージカル作品賞                                                         | 受賞       |
| 1988 | トニー賞                 | ミュージカル主演男優賞 | マイケル・クロフォード                                                     | 受賞       |
| 1988 | トニー賞                 | ミュージカル助演女優賞 | ジュディ・ケイ                                                             | 受賞       |
| 1988 | トニー賞                 | ミュージカル演出賞     | ハロルド・プリンス                                                         | 受賞       |
| 1988 | トニー賞                 | ミュージカル脚本賞     | リチャード・スティルゴー、アンドルー・ロイド・ウェバー                     | ノミネート |
| 1988 | トニー賞                 | オリジナル楽曲賞       | アンドルー・ロイド・ウェバー, チャールズ・ハート、リチャード・スティルゴー | ノミネート |
| 1988 | トニー賞                 | 装置デザイン賞         | マリア・ビョルンソン                                                       | 受賞       |
| 1988 | トニー賞                 | 衣裳デザイン賞         | マリア・ビョルンソン                                                       | 受賞       |
| 1988 | トニー賞                 | 照明デザイン賞         | アンドリュー・ブリッジ                                                     | 受賞       |
| 1988 | トニー賞                 | 振付賞                 | ギリアン・ライン                                                           | ノミネート |

## 日本での公演
全て劇団四季による公演である(日本での上演権は契約上劇団四季が独占している為)
台詞と歌詞を日本語訳にする以外は全てロンドンオリジナルと同じ舞台・衣装デザインや生地・振り付けでなければならずすべて指定されている。
ポスターやメディアなどの宣伝でのキャッチコピーには「劇団四季のオペラ座の怪人は、凄いらしい。」が採用されている。

### 日本版スタッフ
- 日本語台本・演出：浅利慶太
- 翻訳：安東伸介
- 技術監督：沢田祐二

### 公演日程
- 1988年4月29日〜9月20日： 日生劇場（東京初演）
- 1988年12月24日〜1989年3月31日： 近鉄劇場（大阪初演）
- 1989年4月20日〜7月21日： 日生劇場（東京再演）
- 1990年8月18日〜10月23日： 新橋演舞場（東京3回目）
- 1990年12月20日〜1991年4月7日： 中日劇場（名古屋初演）
- 1991年9月15日〜12月22日： 近鉄劇場（大阪再演） （9月15日〜9月18日はプレビュー公演）
- 1992年1月17日〜4月13日：  日生劇場（東京4回目）
- 1993年9月1日〜1994年7月24日： JRシアター（札幌初演）
- 1995年6月17日〜10月29日： MBS劇場（大阪3回目）
- 1995年12月29日〜1996年4月15日： 日生劇場（東京5回目）
- 1996年5月19日〜1997年1月21日： 福岡シティ劇場（福岡初演）
- 1997年3月2日〜1998年3月14日： 名古屋ミュージカル劇場（名古屋再演）
- 1998年5月20日〜1999年7月31日： 赤坂ミュージカル劇場（東京6回目）
- 2001年4月30日〜7月21日： 宮城県民会館（仙台初演）
- 2001年8月11日〜10月8日： 広島郵便貯金ホール（広島初演）
- 2001年10月31日〜12月9日： 静岡市民文化会館（静岡初演）
- 2002年1月1日〜2003年3月2日： 京都劇場（京都初演）
- 2003年8月10日〜2004年3月28日： 福岡シティ劇場（福岡再演）
- 2005年1月12日〜2007年3月21日： 電通四季劇場 [海]（東京7回目）
- 2007年5月3日〜2009年5月17日： 大阪四季劇場（大阪4回目）
- 2009年8月2日〜2011年1月30日： 新名古屋ミュージカル劇場（名古屋3回目）
- 2011年3月6日〜8月28日： 京都劇場（京都再演）
- 2011年10月1日〜2013年6月15日： 電通四季劇場 [海]（東京8回目）
- 2013年12月23日〜2014年11月24日： 北海道四季劇場（札幌再演）
- 2015年9月20日〜2016年8月21日： 新名古屋ミュージカル劇場（名古屋4回目）
- 2017年3月25日[94]〜8月13日： KAAT 神奈川芸術劇場（横浜初演）[95]
- 2017年9月14日〜11月19日： 上野学園ホール（広島再演）
- 2017年12月27日〜2018年5月20日： 京都劇場（京都3回目）
- 2018年7月21日〜9月17日：静岡市民文化会館（静岡再演）
- 2018年10月22日〜2019年1月14日：東京エレクトロンホール宮城（仙台再演）
- 2020年10月24日〜2022年1月10日：JR東日本四季劇場［秋］（東京9回目）
- 2022年3月6日〜2023年8月27日：大阪四季劇場（大阪5回目）[96][97]
- 2024年4月23日〜8月11日：KAAT 神奈川芸術劇場（横浜再演）
- 2025年9月15日〜2026年4月5日予定：キャナルシティ劇場（福岡3回目）[98]
- 2026年7月開幕予定：2代目・名古屋四季劇場（名古屋5回目）[99]

### 四季版オリジナルキャスト
ミュージカルの言語である英語で発音するとダーエの名前は「クリスティン」だが、ガストン・ルルーの原作のフランス語での読みに従い「クリスティーヌ」と日本語版ではなっている。
- オペラ座の怪人：市村正親
- クリスティーヌ・ダーエ：野村玲子
- ラウル・シャニュイ子爵：山口祐一郎
- カルロッタ・ジュディチェルリ：斎藤昌子
- メグ・ジリー：青山弥生
- マダム・ジリー：柴垣裕子
- ムッシュー・アンドレ：沢木順
- ムッシュー・ファルマン：山本隆則
- ウバルド・ピアンジ：北川潤
- ジョセフ・ブケー：水島弘

### 歴代主要キャスト（劇団四季）
- オペラ座の怪人：市村正親・沢木順・山口祐一郎・芥川英司・青山明・村俊英・今井清隆・高井治・佐野正幸・大山大輔・橋元聖地・芝清道・岩城雄太・飯田洋輔・清水大星
- クリスティーヌ：野村玲子・保坂知寿・鈴木京子・吉岡小鼓音・花岡久子・中澤孝子・斉藤昌子・井料瑠美・井上智恵・村田恵理子・森岡純子・沼尾みゆき・五東由衣・大前さおり・佐渡寧子・坂本泰子・高木美果・苫田亜沙子・西珠美・木村花代・伊藤志保・笠松はる・土居愛実・山本紗衣・久保佳那子[100]・岩城あさみ・海沼千明・藤原遙香・牧貴美子
- ラウル：山口祐一郎・芥川英司・佐野正幸・石丸幹二・長裕二・岡幸二郎・柳瀬大輔・小林克人・鈴木涼太・内海雅智・北澤裕輔・岸佳宏・天野陽一・飯田達郎・中井智彦・光田健一・神永東吾・加藤迪・宇都宮千織

### 受賞歴
- 第17回（1988年） ぴあテン 演劇部門 第一位
- 第19回（1990年） ぴあテン 演劇部門 第一位

### 録音版
日本版では劇団四季により以下の三種が発売されている。
|                      | オペラ座の怪人 | クリスティーヌ | ラウル     |
| -------------------- | -------------- | -------------- | ---------- |
| オリジナルキャスト版 | 市村正親       | 野村玲子       | 山口祐一郎 |
| ロングランキャスト版 | 山口祐一郎     | 鈴木京子       | 石丸幹二   |
| 10周年記念キャスト版 | 今井清隆       | 井料瑠美       | 柳瀬大輔   |

このうちオリジナルキャスト版が絶版となっているが、その音源はアンドリュー・ロイド＝ウェバーのYouTube公式チャンネルで公開されている。

### 劇団四季のアンドリュー・ロイド=ウェバーコンサート〜アンマスクド〜
この演目は2021年12月5日【相模原】〜2022年2月10日【横浜】(予定)の期間、全国12都市ツアーとしてアンドリュー・ロイド=ウェバー氏の楽曲を劇団四季初のコンサート形式で公演したものである。
『オペラ座の怪人』からは｢オペラ座の怪人｣、｢オール・アイ・アスク・オブ・ユー｣、｢プリマ・ドンナ｣、｢ザ・ミュージック・オブ・ザ・ナイト｣の4曲が簡易的な舞台装置とともに披露され、オペラ座の怪人: 飯田洋輔、クリスティーヌ・ダーエ: 真瀬はるか、ラウル・シャニュイ子爵: 飯田達郎、カルロッタ・ジュディチェルリ: 吉田絢香として歌唱が行なわれた。

## 続編
ロイド・ウェバー、グレン・スレイター、ベン・エルトン脚本、スレイター作詞の続編は『ラヴ・ネヴァー・ダイズ』となった。1999年のフレデリック・フォーサイスによる小説『マンハッタンの怪人』を大まかに基にしている。1907年を舞台に（プロダクションの発表によると怪人の出来事から10年後とされるが、実際オリジナルの公演の1881年から26年後）、コニーアイランドでの新作『Phantasma 』に招待される。夫ラウルと息子グスタフと共にブルックリン区に旅するのだが、怪人によってこの人気ビーチ・リゾートにおびき寄せられているとは誰も知らない。
2010年3月9日、ウエスト・エンドにあるアデルフィ・シアターにてジャック・オブライアン演出、ジェリー・ミッチェル振付、ボブ・クロウリー装置および衣裳デザインでオリジナル・プロダクションが開幕した。2011年8月27日まで17ヶ月以上上演され、評価は賛否両論であった。2010年11月から2011年春までブロードウェイでの上演が予定されたが、のちにキャンセルとなった。2011年5月21日から改訂版がメルボルンにあるリージェント・シアターにてオーストラリア・プロダクションが開幕し、ベン・ルイスとアナ・オバーンが出演し、作品の評価はより高まった。2011年12月12日、メルボルン公演が閉幕し、2012年1月にシドニーにあるキャピトル・シアターで開幕し、4月に閉幕した。